# Victor Gelu

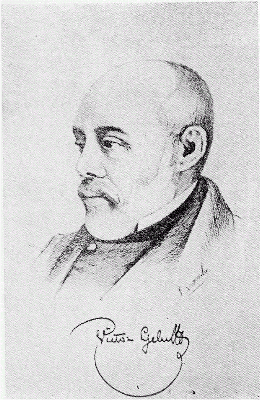
Victor Gelu

Victor Gelu (* 12. September 1806 in Marseille; † 2. April 1885 ebenda) war ein französischer Schriftsteller und Liedtexter okzitanischer Sprache.

## Leben und Werk
Victor Gelu wuchs anfänglich in gut situierten Verhältnissen auf. Sein freiheitsliebender, ständig unangepasster Charakter ließ ihn früh gegen das katholisch geprägte Schulwesen aufbegehren. Er musste die Schule verlassen und wurde antiklerikal. Als er mit 16 Jahren den Vater verlor, stand die Familie bald mittellos dar. Gelu wurde im Klima der Restauration Republikaner und Sozialist und drückte seine Frustration in okzitanischen Gedichten und Liedern aus, die 1840 erstmals gesammelt erschienen. 1854 verlor er sein einziges Kind im Alter von 3 Jahren. Danach schrieb er den Roman Nouvé Grané (Noël Granet), der heute als ein Meisterwerk gilt, zu seinen Lebzeiten in Frankreich wegen der als Patois verschrienen okzitanischen Sprache, in der er abgefasst war, nicht erscheinen konnte und auch 1886 ohne Resonanz blieb. Selbst als der Félibrige, der seine Bedeutung erkannt hatte, ihn zur Mitarbeit einlud, wehrte er sich als Sozialist gegen die Solidarisierung mit den überwiegend royalistischen Felibristen, die er als Reaktionäre verachtete. 1878 lehnte er die Aufnahme in die Académie de Marseille ab.

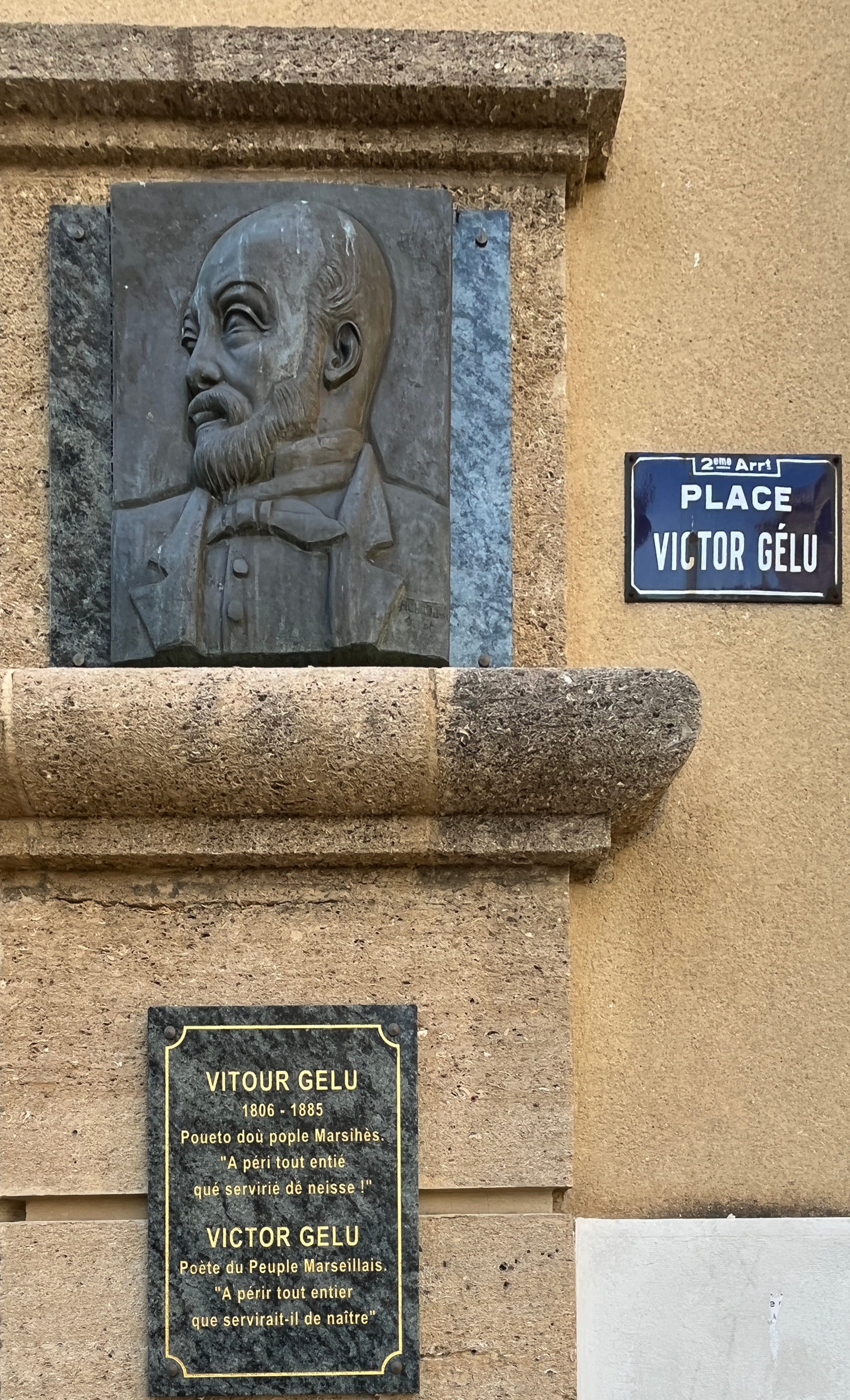
Gedenktafel in Marseille

## Werke (Auswahl)
- (1840) Chansons provençales et françaises. Marseille 1840. Laffitte et Roubaud, Marseille 1856.
  - Victor Gelu. Poète du peuple marseillais. Chansons provençales. Édisud, Marseille 2003. (zweisprachig okzitanisch-französisch)
- (1872) Lou Garagai, chanson provençale avec glossaire et notes. Camoin, Marseille 1872.
- (1886) Oeuvres complètes de Victor Gelu avec traduction littérale en regard. 2 Bde. Marseille 1886. (Vorwort von Frédéric Mistral. Studie von Auguste Cabrol). Laffitte, Marseille 1978 (Hrsg. Jòrgi Reboul). Culture provençale et méridionale-M. Petit, Raphèle-lès-Arles 1986.
  - (darin) Nouvé Grané. (= Noël Granet, paysan de Vitrolles à l’Exposition universelle de Paris en 1855)
  - Novè Granet. Lo Libre occitan, Lavit 1967 (Vorwort von Jòrgi Reboul)
  - Nouvé Grané. Hrsg. Gérard Gouiran. Université de Provence, Aix-en-Provence 1987. (Nachwort von Guy Martin, 1933–2008)
- Marseille au XIXe siècle. Hrsg. Lucien Gaillard und Jòrgi Reboul. Plon, Paris 1971. (Einleitung von Pierre Guiral, 1909–1996)